# رضا عبد السلام (مذيع)
رضا عبد السلام (20 يوليو 1964 -) هو إذاعي ومؤلف مصري، ورئيس إذاعة القرآن الكريم عمل بها على مدار 30 عاماً قدم خلالها العديد من البرامج الإذاعية الشهيرة منها «قطوف من السيرة» و«مساجد لها تاريخ» و«سيرة ومسيرة»، وهو صاحب نبرة صوت مميزة لدى الملايين والتي يقدمها دائماً في بداية الفقرات الإذاعية أكسبته شهرة واسعة لدى مستمعي الإذاعة في مصر.

## حياته ونشأته
ولد في المنوفية وعانى منذ مولده بضمور الذراعين مما سبب له الكثير من المتاعب وتسببت في البداية في حرمانه من الالتحاق بالإذاعة ولكنه نجح لاحقاً في عام 1987 في الالتحاق بها وأستمر عمله مذيعا طوال هذه السنوات الماضية، كما أشتهر أيضاً بالقيام بالأمسيات الدينية وجولات لإذاعة القرآن الكريم في قرى ومدن مصر، كما قام بتغطية مناسك الحج عام 2006 وشارك في تقديم مسابقة القرأن الكريم العالمية بدبي، وصدرت له أربع كتب أخرها «نقش على الحجر».
ولد في قرية كفر الشيخ إبراهيم في قويسنا بمحافظة المنوفية بمصر، وصف رضا يوم ولادته بأن والدته صدمت لأنه ولد بضمور تام في الذراعين إلا أن الأب تقبل الأمر، رفضت العديد من المدارس قبوله نظراً لإعاقته حتى ذهب والده إلى وكيل الوزارة وابلغه أنه سيذهب إلى الرئيس جمال عبد الناصر لأنه كان يعتبر التعليم بالنسبة له حياة.
تعلم من والده الكتابة بواسطة أسنانه والتحق بمدرسة كفر الشيخ إبراهيم، ثم ألتحق بكلية الحقوق جامعة طنطا وتخرج منها وكان ترتيبه الثالث على دفعته، وعقب تخرجه عمل فترة قصيرة في أحد مكاتب المحاماة ولكن لم يجد نفسه في هذه المهنة، كان رضا يجيد اللغة العربية وإلقاء الشعر والخطابة وفكر في العمل بالإذاعة.

## مسيرته
استعان بأحد اساتذته في الكلية من أجل ذلك فقام أستاذه بمساعدته وأرسله إلي الكاتب الكبير عبد الوهاب مطاوع وبعد أن استمع إليه أرسله إلي الإعلامي الكبير فهمي عمر رئيس الإذاعة المصرية وقتها والذي سأله ماذا تريد أن تعمل، فقال له: مذيعا بإذاعة القرآن الكريم. وفي عام 1987 دخل امتحان الإذاعة ولكنه رسب رغم نجاحه في فترة التدريب بشهادة من كان يدربه، حيث نجح في اختبارات الصوت والثقافة وكان القائمين كانوا يرون أن إعاقته قد تحول ضد عمله اذاعيا.
عمل بإذاعة وسط الدلتا لمدة عامين بناء على طلب من الإذاعى عبد المجيد شكرى رئيس إذاعة وسط الدلتا في طنطا، وقدم عدة برامج منها «بسمة أمل» وبرنامج آخر «مع العلماء والقراء» بالإضافة إلى تقديم برامج الهواء، وأثناء ذلك حاول مرة أخرى للالتحاق بإذاعة القرآن الكريم وذهب إلى رئيس لجنة التحكيم وقتها الإعلامي الكبير حلمي البلك وطلب منه عدم التعليق لحين انتهائه من إجابة كل الأسئلة الموجودة في ورقة الاختبار وبالفعل أجاب عليها كتابة بفمه ثم طلب من البلك إجراء حوار إذاعي معه، وبالفعل اقتنع البلك به وقبل تعيينه علي الفور كمذيع في إذاعة القرآن الكريم.
قدَّم عشرات البرامج التاريخية بإذاعة القرآن الكريم ومنها «مساجد لها تاريخ»، و«قطوف من السيرة» و«مع الصحابة»، «وبشر الصابرين»، الذي ظل يقدمه لأكثر من 10 أعوام، بجانب تغطيته لوقائع الحج عام 2006، وتغطيته لأكبر مسابقات القرآن الكريم العالمية بدبى، بالإضافة إلى تغطيته لمناسبة الإسراء والمعراج مباشرة من المسجد الحرام عام 2001، بالإضافة إلي الأمسيات الدينية والبرامج الحوارية الأخرى حتى صار كبير مذيعى إذاعة القرآن الكريم.

## مؤلفاته
- أشهر المعاقين في العالم
- حياتي
- علماء ومواقف بين ثوابت الدين وعواصف السياسة (تقديم د.عمرو شريف)
- نقوش على الحجر (تقديم د.عمرو شريف) [12][13][14][15]

## الجوائز والتكريم
- جائزة أفضل مذيع إذاعي في إذاعة القرآن الكريم 2012.[3]
- جائزة أفضل مذيع في مسابقة «مذيعون مبدعون».[16]